# Stoeberia utilis
Stoeberia utilis är en isörtsväxtart. Stoeberia utilis ingår i släktet Stoeberia och familjen isörtsväxter.

## Underarter
Arten delas in i följande underarter:
- S. u. lerouxiae
- S. u. utilis